# 今田・東野のCMコウジ園
『今田・東野のCMコウジ園』（いまだ・ひがしののシーエムこうじえん）は、日本テレビほかで放送されたバラエティ番組である。日本テレビでは1996年4月2日から1997年3月まで、毎週火曜 24:45 - 25:15 (JST) に放送。

## 出演者
- 今田耕司
- 東野幸治
- ゲスト（CMタレント）

## 概要
日本テレビ系全国ネットの深夜番組放送枠『TVじゃん!!』の直後の時間帯に放送されていた深夜番組で、CMに出演するタレントに注目し、その人物をゲストに招いたり、当時放送されていたCMに関する話題を紹介したりしていた。また、CMの話題でゲームを行う「CMトトカルチョ」や、様々な企業のCMへの出演者のオーディションを行ったりする企画もメインに据えていた。
当時、CMに出ていたWコウジがお互いの給料明細を見せ合うという企画なども行われた。当時東野が単独でCMに出ていなかったことから始まった、東野が缶コーヒーのCMに出演する企画では、担当者のコメントに激怒し、「まずい」と言いまくった場面をそのまま放送したこともある。
火曜深夜枠で放送されていたが、最高で8%の高視聴率（ビデオリサーチ関東地方調べ）を獲得するなど人気を獲得。1997年4月に『快傑!コウジ園』と改題し、ゴールデンタイムへの進出によって日曜17時台での放送を終了した『ぐるぐるナインティナイン』の跡地で放送されるようになった。
この番組は、基本的には日本テレビのみでの放送を前提としたローカル番組だったが、一部の系列地方局でも放送されていた。中でも香川県・岡山県の西日本放送では、初回から日本テレビとの同時ネットで放送されていた。

## エンディングテーマ
- 「嘘も本気でピュアなハートで」（歌：jelly beans[注釈 1]）
  - 作詞：雨宮純／作曲：小倉良／編曲：小倉良・栗尾直樹

## スタッフ
- 構成：大岩賞介 / 萩原芳樹、山田美保子、河合茂喜、山谷隆、長谷川朝二
- タイトル：浅葉克己
- 技術協力：テレテック、ビデオフォーカス
- 協力：吉本興業（岡本昭彦）、ACC
- 制作協力：NTV映像センター
- ディレクター：堤本幸男、福井宏、原経厳
- 演出：小川通仁
- プロデューサー：菅賢治
- チーフプロデューサー：桜田和之
- 製作著作：日本テレビ